# Georg Christian (Politiker)
Georg August Christian (* 14. Mai 1867 in Sulzbach; † 17. Dezember 1936 in Frankfurt am Main) war ein deutscher Landwirt und Politiker (DNVP, CNBL).

## Leben
Nach dem Volksschulabschluss besuchte Christian die landwirtschaftliche Fachschule. Später war er als Landwirt in Höchst tätig.
Während der Zeit der Weimarer Republik trat Christian in die Deutschnationale Volkspartei (DNVP) ein. Er war Stadtrat in Höchst und wurde im Februar 1921 sowie im Dezember 1924 als Abgeordneter über den Wahlkreis Hessen-Nassau in den Preußischen Landtag gewählt. Nach seinem Austritt aus der DNVP war er seit dem 27. März 1928 Mitglied der Bauern- und Landvolkpartei (BLVP). Im Mai 1928 wurde er als Landeswahlvorschlag der Christlich-Nationalen Bauern- und Landvolkpartei (CNBL) erneut in den Landtag gewählt, dem er bis 1932 als Mitglied der Deutschen Fraktion angehörte.